# Откровение Ездры
Открове́ние Е́здры, Апока́липсис Е́здры — ветхозаветный апокриф.

## Описание
Приписывается ветхозаветному священнику Ездре. Во многом повторяет Третью (Четвёртую) книгу Ездры. По времени написания относится к раннему Средневековью (не позднее IX в.). Был издан К. Тишендорфом на основе единственной рукописи XV века. Существует армянская версия.

## Публикации
- Tischendorf С. Apocalypses apocryphae. Lipsiae (Leipzig), 1866.

## Русскоязычные переводы
- перевод Марии и Вадима Витковских, 2001 г.[1]